# Adesmia hemisphaerica
Adesmia hemisphaerica är en ärtväxtart som beskrevs av Lucien Leon Hauman. Adesmia hemisphaerica ingår i släktet Adesmia och familjen ärtväxter. Inga underarter finns listade i Catalogue of Life.